# 新康德主义
新康德主义（英語：Neo-Kantianism）是伊曼努尔·康德的哲学思想在19世纪的复兴。新康德主义受到阿图尔·叔本华《作为意志和表象的世界》（1818年）以及其他后康德主義哲学家，如雅各布·弗里德里克·弗里斯和约翰·弗里德里希·赫尔巴特等人对康德哲学批评的影响。在这之后的德国哲学一定程度上都关涉到新康德主义。專注於絶對命令論的新康德義務主義是英美哲學領域上的一種重要的意識型態。

## 起源
新康德主义始于19世纪60年代，是对50年代德国思想中的有关唯物主义争议的回应。该运动的口号是“回到康德”。
除了赫尔曼·冯·亥姆霍兹和爱德华·策勒的著作之外，该运动早期的成果包括库诺·费舍关于康德的著作以及弗里德里希·艾伯特·朗格的《唯物主义史》（Geschichte des Materialismus）。《唯物主义史》认为關於超验唯心論的爭論取代了朴素的唯心論和机械唯物論之间的争论的地位。费舍在早期卷入了与亚里士多德主义的观念论者弗里德里希·阿道夫·特伦德伦堡的辩论，该争论有关于对先验美学的解释，这也促使赫尔曼·科恩在1871年出版《康德的经验理论》一书，此书经常被认为是20世纪新康德主义的基础。在费舍与特伦德伦堡争论、以及科恩著作的影响下，汉斯·费英格展开了对《纯粹理性批判》的宏大评论。

## 形态
新康德主义主要分为马堡派和西南派。赫尔曼·科恩是马堡派的主导者，其他代表人物有：保罗·纳拖普和恩斯特·卡西尔。西南学派（也被称为巴登学派或海德堡学派）代表人物有威廉·文德尔班，海因里希·李凯尔特和恩斯特·特洛奇。马堡派重视认识论和逻辑学，而西南派强调文化和价值问题。以伦纳德·尼尔森为代表的第三个团体创立了新弗里斯派。
新康德主义者重视康德的科学著作，强调概念研究而淡化直觉的地位。但新康德主义的伦理學思想往往与社会主义思想接轨，并对奥地利马克思主义和爱德华·伯恩施坦的修正主义产生了重要影响。兰格和科恩特别关注康德思想与社会主义之间的联系。新康德主义运动的另一个重要方面是促进犹太教观念的修正，尤其是科恩的代表作——这是该运动中少数被翻译为英文的作品之一。
新康德学派具有远远超出德国的深远影响和重要意义。它率先使用诸如认识论等术语，并坚持本体论的突出地位。 
纳托普对现象学史产生了决定性的影响，而且被看成是激发了埃德蒙德·胡塞尔采用先验观念论的术语。埃米尔·拉斯受到胡塞尔著作的影响，并且对早期的马丁·海德格尔产生了重要的影响。
卡西尔和海德格尔关于如何解读康德的辩论使得海德格尔将康德视为现象学的先驱，而这个观点在某些重要方面受到欧根·芬克的质疑。新康德主义的长久影响在于成立了《康德研究》刊物，今天仍然存在。
在英美世界，由于吉蓮·罗斯後期出版的著作，对新康德主义的关注又一次兴起。吉利安·罗斯是对新康德运动对现代哲学的影响的评论家。而这也是因为该运动对马克斯·韦伯著作有所影响。康德对感知界限的关注深刻地影响了19世纪末德国的反实证主义的社会学运动，特别表现在格奥尔格·齐美尔的著作中（齐美尔的问题是“什么是社会？”是对康德这一问题的直接影射：“什么是自然？”）。迈克尔·弗里德曼後期的著作是无疑也是倾向于新康德主义立场的。
1933年，纳粹黨上台，德国各地的新康德主义圈子被解散。

## 当代新康德主义
“新康德主义”一词也可以指任何以部分或有限地认同康德观点的人。自彼得·斯特劳森出版《感觉的界限》（1966）一书以来，人们对康德的作品的关注逐渐复兴。由于强调认识论而牺牲本体论，《感觉的界限》被归为新康德主义的立场。在借之后，让-吕克·南希近期的著作鉴了现象学对先验的理解，并继续强调对康德著作的反向阅读。

## 新康德義務主義相關理論

### 新康德義務主義哲學理論
新康德義務主義從康德的著作那𥚃繼承了先驗唯心論。根據叔本華所作的解釋，該理論聲稱人們因心智所受到的限制而只能認識現象 而非物自體本身，而根據史特勞森所作的解釋，該理論聲稱現象和物自體是完全不同的，彷彿有着兩個不同的世界，由於被用以了解事物本身的手段在本質上有不足之處，因此人們在某種程度上無法了解物自體。

### 新康德義務主義倫理學理論
新康德義務主義認為要判斷一個行為是否仁良的，必須視乎作出行為者是否出於道德義務感（而非善心或利益關係）而作出這一行為等等。

### 新康德義務主義社會學理論
新康德義務主義強調把人視作目的而非手段，並且主張消除收入不平等的現象。很多新康德義務主義者擁護社會主義。

## 新康德主義相關理論

### 理論方面上的共同特徵
雖然新康德主義者採用了康德所創立的一些關鍵理論，但是他們仍然放棄了一些理論如 物自體論 ，他們亦強調對舊康德主義思想的超越 而非還原，新康德主義者十分關注對批判方法、科學理論、文化及價值觀等等的研究以區分它們當中的先驗及後驗元素。

### 馬堡派所認可的理論

#### 先驗論
馬堡派人士普遍認為自己是唯心論者，他們認為知識需要先驗元素，而這些元素不能從由直觀方法所給予的內容中被發現，但必須注意的是，他們所説的唯心論跟其他種類的唯心論十分不同，例如他們不認同物自體論是正確的，他們也不認為物體本身是主觀的或個體心理主體的表徵，他們不認為知識是虛假的，這一立場使得他們的思想與主觀唯心論不同，因此準確來説，他們所説的唯心論是先驗論。

#### 認識論
馬堡派人士否認透過觀察特定的對象能夠客觀地了解此對象，他們認為更加適合的方法是觀察不同的事物之間的關係以發現其規律，原因是他們認為法則或規律本身是不變的，從它們當中能夠發現知識的統一性，他們認為獲得知識的過程中必須以其他知識為基礎，此外，他們在這一方面所持有的觀點與自然主義、經驗主義及實在論觀點是互相對立的。

#### 科學哲學相關理論
馬堡派人士認為電磁學家在該領域上的最新發現有效地破壞了唯物論的論點，舉例來説，科恩認為電磁場和力是獨立的實體，它們不依賴於作為物質的以太而存在，科恩亦認為愛因斯坦所創立的相對論證明了其觀點的正確性，即對世界的認識只能由思想 而非感官所提供。
馬堡派人士認為科學的先驗原則會隨着新的發現出現而不斷改變，因此科學研究的進展依賴於其關於存在的概念的根本上的改變。
馬堡派人士認為要判斷哪一種科學理論是正確的，必須有一套對於理論的共同規範。

## 代表人物
- 爱德华·策勒（1814–1908)
- 夏尔·雷诺维耶 (1815–1903)
- 鲁道夫·赫尔曼·陆宰(1817–1881)
- 赫尔曼·冯·亥姆霍兹(1821–1894)
- 库诺·费舍(1824–1907)
- 阿尔伯特·朗格(1828–1875)
- 威廉·狄尔泰(1833–1911)
- 阿夫里坎·斯皮尔 (1837–1890)
- 奥托·李卜曼(1840–1912)
- 赫尔曼·科恩(1842–1918)
- 阿洛伊斯·里尔（英语：Alois Riehl） (1844–1924)
- 威廉·文德尔班(1848–1915)
- 约翰内斯·沃克（英语：Johannes Volkelt） (1848–1930)
- 本诺·埃德曼（英语：Benno Erdmann） (1851–1921)
- 漢斯·費英格(1852–1933)
- 保罗·纳托普(1854–1924)
- 埃米尔·迈耶森（英语：Émile Meyerson） (1859–1933)
- 卡尔·福尔伦德（英语：Karl Vorländer） (1860–1928)
- 海因里希·李凯尔特(1863–1936)
- 恩斯特·特洛奇 (1865–1923)
- 乔纳斯·科恩（德语：Jonas Cohn） (1869–1947)
- 罗伯特·莱尼厄尔（英语：Robert Reininger） (1869–1955)
- 恩斯特·卡西尔(1874–1945)
- 埃米尔·拉斯（英语：Emil Lask） (1875–1915)
- 理查德·赫尼希斯瓦尔德（英语：Richard Honigswald） (1875–1947)
- 布鲁诺·鲍赫（英语：Bruno Bauch）  (1877–1942)
- 伦纳德·尼尔森 (1882–1927)
- 尼古拉·哈特曼(1882–1950)
- 汉斯·凯尔森(1881–1973)

相关人物
- 罗伯特·亚当森（英语：Robert Adamson (philosopher)） (1852–1902)
- 昂利·庞加莱(1854–1912)
- 格奥尔格·齐美尔(1858–1918)
- 马克斯·韦伯(1864–1920)
- 何塞·奥特嘉·伊·加塞特(1883–1955)
- 格奥尔格·卢卡奇(1885–1971)
- 赫尔曼·魏尔(1885–1955)

## 批評

### 對新康德義務主義的抨擊

#### 在心靈哲學方面上所受到的抨擊
著名哲學家彼得·斯特勞森在其於1966年出版的著作《感官的界限：關於康德的《純粹理性批判》的論文》中批駁了先驗唯心論，聲稱它充滿了形式謬誤。

#### 在社會哲學方面上所受到的抨擊
著名經濟學家路德維希·馮·米塞斯在其出版於1922年的作品《社會主義：經濟學和社會學分析》中抨擊了舊康德義務主義觀點：「康德体系的最大软肋是他的伦理学。虽然他的强大智力为它注入了活力，但是个别概念的伟大不会让我们漠视这一事实──他的出发点选择不当、基本概念有误。他企图将幸福主义连根拔掉的绝望尝试失败了。」他亦抨擊了新康德義務主義觀點：「在这方面，新康德主义者与老师相比并没有取得更大的进步，他们也缺乏对基本的社会劳动分工法则的洞察力。他们只看到了收入分配不符合他们的理想，最大的一部分收入没有落到他们认为最应当得到的人手中，而是落到了他们所鄙视的那个阶级手中。他们看到了人民的贫困，却不想搞清楚这应当归罪于私有制还是归罪于对私有制的限制。他们大力谴责私有财产本身，他们绝无生意上的烦恼，所以对私有财产素无好感。在社会认知方面，他们依然受制于外部和表象的东西。他们在驾驭其他所有问题时毫不含糊，但是胆怯使他们在这里放不开手脚。他们尴尬地暴露出了自己根深蒂固的偏见。」
米塞斯教授對以柯亨為代表的新康德義務主義者所提出的關於財產權的説法提出了一系列批駁意見：「柯亨支持废除私有财产的特殊论证表明，他在探讨这个基本的社会生活问题时很糊涂。他说，事物有价值，但人是无价的。他们有的是尊严。劳动价值的巿场价格与人的尊严是不相容的。这就把我们拖进了马克思主义的修辞学泥潭和有关劳动的『商品属性』以及应当反对这种属性的教义。这个説法被写进了《凡尔赛條約》和《圣日耳曼條約》，其形式是要求接受这一基本原則：『不应把劳动仅仅看作一件商品。』还是让这种琐屑无聊的学究语言见鬼去吧。」
米塞斯教授亦表示他認為新康德義務主義者所提出的絕對命令式的「按照这样的方式行动：你要永远把自己的存在，同样地也就把其他所有人的存在，作为目的，而绝不仅仅作为手段」這一説法是粗淺的和幼稚的，無視人們互相利用一事使得人們在整體上受益和階級並不是完全固化的 的事實，他這樣批駁柯亨所提出的説法：「因为每一个行动的个体都有一个最终目的，一个幸福主义能让我们理解的目的；从这个意义上可以说，每一个人都是一个自为自在的目的。然而，作为一种运用于整个社会的观点，这种表达方式没有任何认知价值。我们在这里谈论目的的正当理由，并不比谈论任何其他自然现象时更多。当我们问到社会中何为目的、何为手段时，我们在心里是用某种因意志而形成的结构代替了社会，即代替了因劳动分工优于孤立的劳动而结合在一起的人类合作结构，然后又问这种意志的目标是甚么。这是万物有灵论的思想，无论如何都不是社会学或科学的思想。」「因为自由主义社会理论证明，个人眼中的别人，首先是实现他的目的的手段，而他在别人眼里也是实现他们的目的的手段；最后，通过这种使每个人同时既是手段也是目的的互惠行为，使社会生活的最高目标得到实现一使每个人获得更好的存在。唯有每个人在过自己的生活的同时帮助别人生活，唯有每个人同时既是手段也是目的，唯有每个人的福祉同时也是别人福祉的必要条件，社会才成为可能，所以显而易见，我与你，即手段与目的的对立，会自动地得到克服。」
米塞斯教授把新康德義務主義在社會哲學方面上的觀點歸類為倫理社會主義思想，並且訴諸動機，聲稱新康德義務主義者出於仇恨和嫉妒而提出了這些説法，批評道：「在社会哲学方面，在其他方面相当开明的思想家，常常很难避免所有的怨恨情绪。他们情不自禁地想到那些比他们更风光的人，一边拿自己的价值和别人的缺乏价值做比较，一边把自己的贫困跟别人的财富做比较，结果是他们手里的笔不再受理性，而是受愤怒和嫉妒引领。只有从这个角度才能説明，像新康德主义者这样头脑清醒的思想家，为何至今没有搞清楚社会哲学中那些唯一突显的问题。在他们的著作中，甚至连综合性社会哲学的基本原理都难见踪影。他们对某些社会状况做了许多无根无据的批评，却忘了讨论最重要的社会学体系。他们没有事先了解一下经济科学的成果就妄下判断。」最後米塞斯教授總結道：「显然，康德派提出的支持社会主义的理由，总是把我们带回到各种社会主义作者的经济学概念那儿，尤其是马克思和步其后尘的『学院派』社会主义者那里。他们除了经济学和社会学的论证外一无所有，而这些论证都已被证明是站不住脚的。」

## 註解
1. ↑  Karl Schuhmann and Barry Smith, “Two Idealisms: Lask and Husserl （页面存档备份，存于）”, Kant-Studien, 83 (1993), 448–466.
2. ↑  Levine, Donald (ed.), Simmel: On individuality and social forms, Chicago University Press, 1971. p. xix.
3. ↑  Parerga and Paralipomena, vol. 2, "Sketch of a History of the Doctrine of the Ideal and the Real."
4. ↑  Allison, H. E., Kant's Transcendental Idealism (New Haven: Yale University Press, 1983); Revised and Enlarged Edition, 2004 （页面存档备份，存于）.
5. 1 2 3 4 5 6  Heis, Jeremy. Zalta, Edward N. , 编.  Summer 2018. Metaphysics Research Lab, Stanford University. 2018.
6. ↑  Strawson, Peter. . London: Methuen & Co. Ltd. 1966. ISBN 0-416-83560-0.
7. 1 2 3 4  Mises, Ludwig von.  [第三十章 伦理社会主义，尤其是新批判主义的伦理社会主义 ｜ 第一节 作为社会主义基础的绝对律令].  [社会主义 : 经济与社会学的分析]. Gustav Fischer Verlag, Liberty Fund. 1922. ISBN 9787500469261.